# Ario Costa
Ario Costa (nacido el 26 de septiembre de 1961 (63 años) en Cogorno, Italia)  es un exjugador italiano de baloncesto. Con 2.11 de estatura, jugaba en la posición de pívot.

## Clubes
- 1977-1984  Basket Brescia
- 1984-1996  Victoria Libertas Pesaro
- 1996-1997 Fabriano Basket

## Palmarés
- LEGA: 2

 Victoria Libertas Pesaro: 1988, 1990
- Copa Italia: 2

Victoria Libertas Pesaro: 1985, 1992